# Isozoanthus africanus
Isozoanthus africanus is een Zoanthideasoort uit de familie van de Parazoanthidae. De wetenschappelijke naam van de soort is voor het eerst geldig gepubliceerd in 1923 door Carlgren.